# Algemeene Nederlandsche Railroute-Maatschappij
De Algemeene Nederlandsche Railroute-Maatschappij (ANRM) was een onderneming die van 24 juni 1866 tot 1 december 1874 een paardentramlijn voor passagiersvervoer exploiteerde tussen Den Haag en Delft.
De ANRM werd opgericht op 30 maart 1865, waarna de statuten op 3 mei 1865 goedgekeurd werden. De onderneming werd gefinancierd door Frans kapitaal, waarbij zowel de voertuigen als de paarden uit Frankrijk afkomstig waren. De concessie was reeds verleend op 2 oktober 1864. Het doel was het passagiersvervoer mogelijk te maken tussen Den Haag (Huygensplein) en Delft (Kalverbosch) met een railroader die door paarden werd getrokken. 
De Hagenaar Cornelis Soetens was op dat moment al vele jaren bezig geweest met het beijveren voor het verkrijgen van concessies om paardentramlijnen te exploiteren. In 1864 had hij van het tweede kabinet-Thorbecke, dat het openbaar vervoer goed gezind was, een concessie verkregen voor een railroute van Rotterdam via Overschie, Delft en Den Haag naar Leiden en van Haarlem naar Amsterdam. Hij slaagde erin Franse financiers te vinden voor het traject Den Haag - Delft. Dit is de enige lijn uit deze concessie die in Soetens' tijd tot stand is gekomen; op de andere trajecten werden pas veel later stoomtramlijnen of elektrische tramlijnen aangelegd, en Overschie - Delft kwam er nooit. Op de dag dat de statuten van de ANRM werden goedgekeurd, overleed hij na een korte ongesteldheid.
Op 24 juni 1865 werd de lijn Den Haag - Delft feestelijk geopend en de volgende dag werd begonnen met de gewone dienst voor het publiek. Het was de eerste interlokale paardentramlijn en tevens de eerste interlokale tramlijn van de Benelux (sinds 1864 had Den Haag de eerste lokale paardentrams in de Benelux). De inzet van railroaders op dit traject was noodzakelijk vanwege het ontbreken van rails op de spoorwegkruising bij het Rijswijkseplein, op de Hoornbrug in Rijswijk en bij het keerpunt in Delft. Op het Huygensplein in Den Haag was een keerlus aanwezig. Op avonden met een voorstelling in de Schouwburg aan het Haagse Voorhout reed de railroader om bezoekers te brengen en te halen vanaf hier verder als omnibus.
In 1877 werd na vervanging van de rails in normaalspoor door Société Anonyme des Tramways de La Haye (TH) dezelfde route voortgezet met paardentrams.
In het begin van de zeventiger jaren van de negentiende eeuw liep de belangstelling voor deze lijn terug. Als gevolg hiervan besloten de Franse financiers zich uit de onderneming terug te trekken. Op 1 december 1874 werd de exploitatie definitief gestaakt, en op 2 juli 1875 werd de ANRM failliet verklaard.
De concessie voor de paardentramlijn werd in 1876 door de Société Anonyme des Tramways de La Haye uit de boedel opgekocht. Zij paste de lijn aan door de breedspoorrails te vervangen door normaalspoor en heropenden de lijn op 20 januari 1877. Tegenwoordig is dit - in grotendeels aangepaste vorm - de elektrische tramlijn 1 van de HTM.